# Dyverdalens naturreservat
Dyverdalens naturreservat är ett naturreservat i Mora kommun i Dalarnas län.
Området är naturskyddat sedan 2019 och är 562 hektar stort. Reservatet ligger på Nordsvedsbergets norrsluttning ner mot Dyversjön och består av gammal barrblandskog.